# Tjusts kompani
Tjusts kompani var ett kavalleri-kompani i den svenska indelta armén från 1600-talet fram till 1900-talet. Kompaniet tillhörde Andra livgrenadjärregementet.

## Socknar
Kompaniet bestod av soldater från följande socknar: Svinstads socken 6 soldater, Askeby socken 3 soldater, Örtomta socken 2 soldater, Björsäters socken 5 soldater, Yxnerums socken 1 soldater, Värna socken 2 soldater, Grebo 6 soldater, Åtvids socken 13 soldater, Vists socken 3 soldater och Dalhems socken 1 soldater.

## Personal

### Ryttmästare
- 1760: Gustaf Adolp Schmiter

### Löjtnant
- 1760: Anders Leijonhielm

### Kornette
- 1760: Nils Wilhelm von Sehnig

### Kvartermästare
- 1760: Johan Ernst Widinghof

### Trumpetare
- 1760: Johan Zebalth